# Ковачки музеј у Кропи
Ковачки музеј у Кропи налази се у месту Кропа (општини Радовљица), у северо-западном делу Словеније. Приказује технички и историјски развој прераде гвожђа, али и економске, социјалне и културне услове у Кропи и суседним насељима од 15. до 19. века.

## Историја
У Горењском крају су се насеља гвожђара почела развијати у 14. веку на подручјима која су богата  гвозденом рудом лимонит. Најзначајнија рудна лежишта била су у подножју Јулијских Алпа, у пределима алпских висоравни (Јеловица, Межакља, Покљука), где се налазила руда гвожђа у црвеној глини у пукотинама стена и кршких провалија. Насеља гвожђара у долинама настала су у време када се знање о употреби хидроенергије ширило, па су првобитне сељачке шумске железаре почеле да се селе из рудних лежишта у шумама алпских висоравни у долине ближе водотоцима. Из тог времена, у близини Кропе налазе се остаци словеначког техничког споменика Словеначка пећ из 14. века, најстарије сачуване топионице у Словенији и југоисточној Европи.
У 15. веку су у Кропи подигнуте две пећи (Доња и Горња топионица). То је уједно било и време формирања већег ковачког насеља са архитектуром типичном за горењску регију. Ковање гвожђа је достигло врхунац у 18. и 19. веку, када су радиле две ливнице, и 19 ковачница клинова, а било је запослено 1000 људи. Крајем 19. века индустријализација је претворила ливницу у индустријску задругу (1893), која је касније у 20. веку постала фабрика вијака Пламен.
На кућама су сачувани бројни клесани детаљи зеленог вулканског камена (радионица клесања камена породице Коцијанчич) који су били карактеристични за богатију сељачку и буржоаску архитектуру у Горењском. Многи елементи од кованог гвожђа на кућама и јавним објектима сведоче о пореклу места и о наставку ковачке традиције и данас.
Кропа је једно од најважнијих словеначких историјских локалитета по урбаним карактеристикама и техничким, културним и историјским споменицима. Године 1952, Кропа је проглашена спомеником културе као прво место у Словенији.  
Ковачки музеј је отворен 1952. године као први технички музеј у Словенији. Од 1963. делује у оквиру Музеја општине Радовљица. 1974. године је постао богатији за 42 уметнички искована дела мајстора Јожеа Бертонцеља (1901-1976), изложена у посебној соби у оквиру музеја.

## Клинарова кућа
Музеј је смештен у централном делу старог трга, у кући Клинар (Клинарјева кућа), која је типична за куће мајстора ковача са краја 18. века. Први спрат, који је некада служио као стан породице мајстора, сачувао је своју типичну централну собу са очуваним барокним, дрветом обложеним плафоном са три слике са уљем. У приземљу је сувенирница и соба за пројекције, док су експонати музеја на првом и другом спрату. 

## Збирке музеја
Историја ковања гвожђа приказана је моделима који приказују Кропу у 19. веку, рад ливница, ковачке мехове на воду и Вигењц – типичну ливницу за производњу клинова. Главни производ локалних ковача били су клинови. У музеју се налази соба посвећена њима где се могу видети 94 различита облика и величине клинова, од најмањих, који се користе за обућу, до највећих, дужине 70 цм, који су коришћени при изградњама брана. Приказани су и примерци специјалних обућарских клинова за израду планинарске обуће који су ручно ковани у Кропи до средине педесетих година 20. века.
Етнолошка соба приказује живот ковача из Кропе, као и њихов суживот са мајсторима из ливница. 
Сала за пројекције приказује два словеначка филма Милке и Метода Бадјура, из 1950-тих, један о ковачима из Кропе, а други приказује обичај певања коралиста. У филмовима учествују као глумци бројни становници Кропе.
Први директор техничког музеја Словеније, Фрањо Баш, трудио се да сачува технички баштину „in situ“.

## Галерија
- Ковачки музеј, Кропа
- Ковачки музеј, Кропа
- Ковачки музеј, Кропа
- Ковачки музеј, Кропа
- Ковачки музеј, Кропа
- Ковачки музеј, Кропа
- Ковачки музеј, Кропа